# 池上彰が選ぶ 今知っておきたい小さなニュース
『池上彰が選ぶ今知っておきたい小さなニュース』（いけがみあきらがえらぶいましっておきたいちいさなニュース）は、2018年7月8日にテレビ東京で放送された特別番組。
『日曜ゴールデンの池上ワールド 池上彰の現代史を歩く〜Walking through Modern History〜』の特別版として放送された。

## 概要
いつも大きなニュースを解説している池上彰が、新聞の一面には取り上げられない「小さなニュース」に注目して、ランキング形式で紹介していく。

## 出演者
総合司会
- 池上彰

アシスタント
- 森本智子（テレビ東京アナウンサー）

ゲスト
- 的場浩司
- 太川陽介
- 柴田理恵
- ふかわりょう
- 高山一実
- 朝比奈彩

## スタッフ
- ナレーター：神谷浩史、倉野麻里（テレビ東京アナウンサー）
- 構成：古井知克、オグロテツロウ、谷田彰吾、小林のぞみ
- TD：野瀬一成
- SW：中村謙一
- MIX：光山由貴子
- 照明：扇未希子
- TK：瀬戸口節子
- 編集：松崎猛、梅本大介
- MA：東口智大
- 音響効果：吉田塁
- 美術制作：斎藤宗志
- デザイン：三重野基
- 大道具：佐藤隆幸
- 小道具：舘直樹
- 美術協力：テレビ東京アート
- リサーチ：クロコ、竹田桂子
- AP：三浦友広
- ディレクター：大谷裕、遠藤孝之、坂井元徳、市丸信也、岡本将太
- 演出：大谷卓
- 総合演出：溝田和史
- プロデューサー：清水昇、柴幸伸、柴田多美子
- チーフプロデューサー：深谷守
- 制作協力：NEXTEP
- 製作著作：テレビ東京